# Liste der denkmalgeschützten Objekte in Julbach (Oberösterreich)
Die Liste der denkmalgeschützten Objekte in Julbach enthält die denkmalgeschützten, unbeweglichen Objekte der Gemeinde Julbach in Oberösterreich (Bezirk Rohrbach).

## Denkmäler
| Foto |                 | Denkmal                                                     | Standort                                         | Beschreibung | Metadaten |
| ---- | --------------- | ----------------------------------------------------------- | ------------------------------------------------ | --- | --- |
| ja   | Datei hochladen | Kalvarienberg HERIS-ID: 17586 Objekt-ID: 13870              | Höhenstraße 14, in der Nähe Standort KG: Julbach | Der Kalvarienberg befindet sich nördlich von Julbach an einer steil in den Wald ansteigenden Straße. Die 1843 angelegte Anlage besteht aus Nischenkapellen aus Steinquadern mit Dreieckgiebelbekrönung, und der Kalvarienbergkapelle, einem Rechteckbau mit vorkragendem Dach und Dachreiter. Im Inneren findet sich ein Kruzifix mit bemalten Tafeln (Maria, Maria Magdalena, Johannes), außen ein heiliges Grab. | BDA-Hist.: Q37840281 Status: § 2a Stand der BDA-Liste: 2025-06-30 Name: Kalvarienberg GstNr.: 3740/3                                                |
| ja   | Datei hochladen | Kath. Pfarrkirche hl. Anna HERIS-ID: 17606 Objekt-ID: 13890 | Kirchenplatz 5 Standort KG: Julbach              | Die Pfarrkirche geht auf eine kleine Wallfahrtskapelle zurück, wobei der heutige Bau zwischen 1865 und 1869 entstand. Die Kirche im Rundbogenstil besitzt geringe romanisierende bzw. gotisierende Anklänge und beherbergt einen spätbarocken Hochaltar aus dem Stift Schlägl. | BDA-Hist.: Q37840328 Status: § 2a Stand der BDA-Liste: 2025-06-30 Name: Kath. Pfarrkirche hl. Anna GstNr.: 1416/1 St. Anna (Julbach im Mühlviertel) |
| ja   | Datei hochladen | Pfarrhof HERIS-ID: 17594 Objekt-ID: 13878                   | Kirchenplatz 8 Standort KG: Julbach              | Der Pfarrhof wurde 1784 errichtet und im 19. Jahrhundert vergrößert. Der zweigeschoßige Bau mit Schopfwalmdach besitzt eine Fassade mit Putzbandgliederung. | BDA-Hist.: Q37840301 Status: § 2a Stand der BDA-Liste: 2025-06-30 Name: Pfarrhof GstNr.: .102                                                       |